# Orbita geosincrona

Un’animazione, non in scala, di un satellite artificiale che orbita intorno alla terra in modo geosincrono

Si dice orbita geosincrona una qualsiasi orbita sincrona attorno alla Terra, potenzialmente utilizzabile da satelliti artificiali. I satelliti in orbita geosincrona sono caratterizzati da un periodo orbitale pari al giorno siderale terrestre. Questi satelliti non mantengono sempre necessariamente la medesima posizione nel cielo della Terra.
Un'orbita geosincrona che sia equatoriale (complanare all'equatore del pianeta), circolare e prograda, ovvero che ruoti nella stessa direzione della superficie terrestre, è detta geostazionaria; i satelliti in orbita geostazionaria mantengono sempre la stessa posizione relativa rispetto alla superficie planetaria apparendo così fermi per un osservatore a terra.

## Caratteristiche dell'orbita[1]
Per ricavare il raggio dell'orbita geosincrona si impone l'uguaglianza della velocità angolare della particella di prova lungo la sua orbita, supposta circolare, e della velocità angolare di rotazione della Terra. La condizione di stabilità dell'orbita impone che la forza centrifuga eguagli la forza di attrazione gravitazionale terrestre. Essendo {\displaystyle \omega =2\pi /T} si ottiene:
{\displaystyle m\omega _{\oplus }^{2}r_{\text{geos.}}={\frac {GmM_{\oplus }}{r_{\text{geos.}}^{2}}}\qquad \Rightarrow \qquad {\frac {4\pi ^{2}}{T^{2}}}r_{\text{geos.}}={\frac {GM_{\oplus }}{r_{\text{geos.}}^{2}}}}
dove {\displaystyle T=86\,164\,s} è il periodo di rotazione siderea terrestre.
Esplicitando si ottiene il raggio dell'orbita geosincrona:
{\displaystyle r_{\text{geos.}}={\sqrt[{3}]{\frac {GMT^{2}}{4\pi ^{2}}}}=42\,165\,{\text{km}}.}
La velocità orbitale di un satellite in quest'orbita è dunque:
{\displaystyle v_{orb}={\frac {2\pi r_{orb}}{T}}=3\,075\,{\text{m/s}}.}
Quest'orbita è effettivamente possibile perché si trova infatti all'interno della sfera d'influenza gravitazionale terrestre il cui raggio è il raggio di Hill dato dalla formula
{\displaystyle r_{\text{Hill}}=a{\sqrt[{3}]{\frac {m_{T}}{3M_{S}}}}=1\,496\,535\,{\text{km}}.}